# مايا خوري
مايا خوري، ممثلة لبنانية.

## أعمالها

### من المسلسلات
- كنة الشام وكناين الشامية.

## روابط خارجية
- مايا خوري على موقع قاعدة بيانات الأفلام العربية